# John Warner (U-Boot)
Die John Warner, auch USS John Warner (Kennung: SSN-785), ist ein atomgetriebenes Jagd-U-Boot der Virginia-Klasse der United States Navy. 

## Geschichte
Der Auftrag ging 2008 an Electric Boat in Groton. Das Boot wurde im März 2013 auf Kiel gelegt und im September des nächsten Jahres vom Stapel gelassen. SSN-785 ist das zweite U-Boot vo, 3. Block und wurde am 6. September 2014 von Jeanne Warner auf den Namen USS John Warner getauft. Das U-Boot ist nach dem US-amerikanischen Politiker John Warner (Republikaner) benannt. Die Bekanntgabe erfolgte am 8. Januar 2009, fünf Tage nachdem John Warner, ein Republikaner aus Virginia, nach 30-jähriger Tätigkeit als US-Senator in den Ruhestand ging.
Die US Navy stellte die John Warner am 1. August 2015 in Dienst.
Am 14. April 2018 nahm die John Warner während ihres ersten Einsatzes an gezielten Angriffen auf syrische Militäreinrichtungen teil. Sie feuerte sechs Tomahawk-Marschflugkörper ab, was vermutlich der erste Kampfeinsatz eines Bootes dieser U-Boot-Klasse war.